# 世界地球日
地球日（英語：Earth Day）定于每年的4月22日，是一项世界性的环境保护活动。最早的地球日活动是1970年代于美国校园兴起的环保运动，1990年代这项活动从美国走向世界，成为了全世界环保主义者的节日和环境保护宣传日，在这天不同国籍的人们以不同的方式宣传和实践环境保护的观念。

## 起源与发展
最初的地球日选择在春分节气，这一天阳光可以同时照耀在南极点和北极点上，这代表了世界的平等，同时也象征着人类要抛开彼此间的争议和不同，和谐共存。传统上在很多国家都有庆祝春分节气的传统。早期联合国也在每年的春分举行地球日的活动。
1969年美国民主党参议员盖洛德·尼尔森在美国各大学举行演讲会，筹划在次年的4月22日组织以反对越战为主题的校园运动，但是在1969年西雅图召开的筹备会议上，活动的组织者之一，哈佛大学法学院学生丹尼斯·海斯提出将运动定位在于全美国的、以环境保护为主题的草根运动。1970年4月22日在美国各地总共有超过2000万人参与了环境保护运动，这次运动的成功使得在每年4月22日组织环保活动成为一种惯例，在美国地球日这个名号也随之从春分日移动到了4月22日，地球日的主题也转而更加趋向于环境保护。
现在人们普遍认为1970年4月22日在美国发生的第一届地球日活动是世界上最早的大规模群众性环境保护运动，这次运动催化了人类现代环境保护运动的发展，促进了发达国家环境保护立法的进程，并且直接催生了1972年联合国第一次人类环境会议。而1970年活动的组织者丹尼斯·海斯也被人们称为地球日之父。
由于环境保护运动在世界范围内的兴起，1990年第二十届地球日活动的组织者希望将这一美国国内的运动向世界范围扩展，为此他们致函中国、美国、英国三国领导人和联合国秘书长，呼吁他们采取措施，举行会晤缔结关于环境保护议题的多边协议，协力扭转环境恶化的趋势；同时地球日的组织者还呼吁全世界愿意致力环境保护的政府在1990年4月22日各自动员国民开展环境保护运动。地球日活动组织者的倡议得到了亚洲、非洲、美洲、欧洲许多国家和众多国际性组织的响应，最终在1990年4月22日全世界有来自140多个国家的逾2亿人参与了地球日的活动。从此地球日成为全球性的环境保护运动。

## 相关作品

### 地球之旗
地球之旗的主要图案是將阿波罗17号拍摄的「藍色彈珠」照片放置在深蓝色的背景上，它是由约翰·麦克尼尔于1969年为首届地球日活动设计的，现在这面旗帜是环境保护运动的象征。

### 标志
地球日的标志是白色背景上绿色的希腊字母Θ：Θ

## 紀念
- 2016年4月22日，Google首頁有五種不同版本標誌，以慶祝地球日。[1]
- 2020年4月22日，Google首頁推出蜜蜂授粉遊戲，以慶祝地球日屆滿50週年紀念。